# Шеремета Павло Михайлович
Павло́ Миха́йлович Шереме́та (нар. 23 травня 1971, Львів, Українська РСР) — український менеджер-економіст, засновник Києво-Могилянської бізнес-школи (KMBS), колишній президент Київської школи економіки. Міністр економічного розвитку і торгівлі України (з 27 лютого по 2 вересня 2014 року). Засновник та директор Школи управління УКУ (2014—2015 рр.).
З 2017 року керівний партнер компанії «Прорив.in.ua».

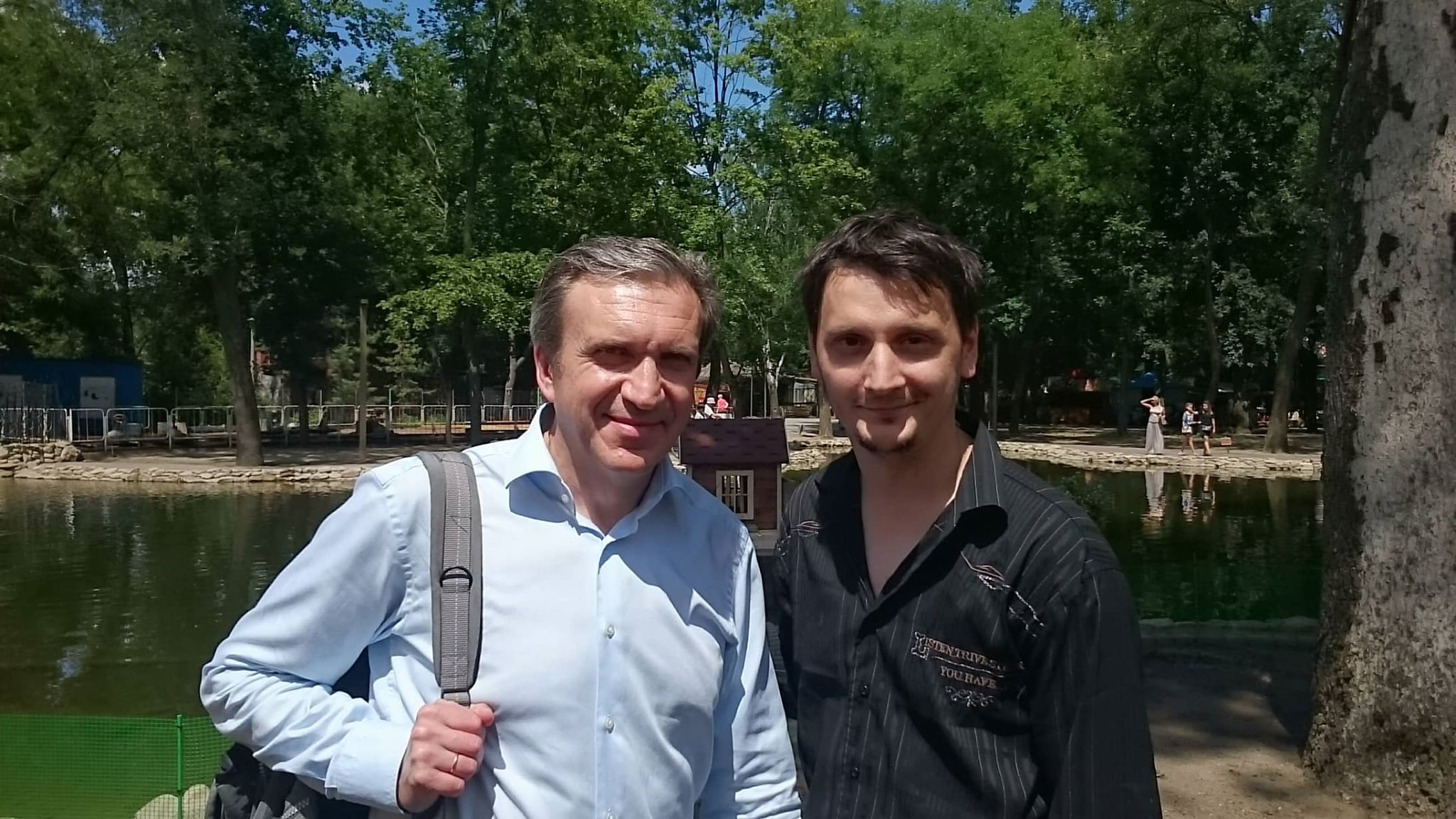
У Мелітополі, на зустрічі з молоддю міста

## Освіта

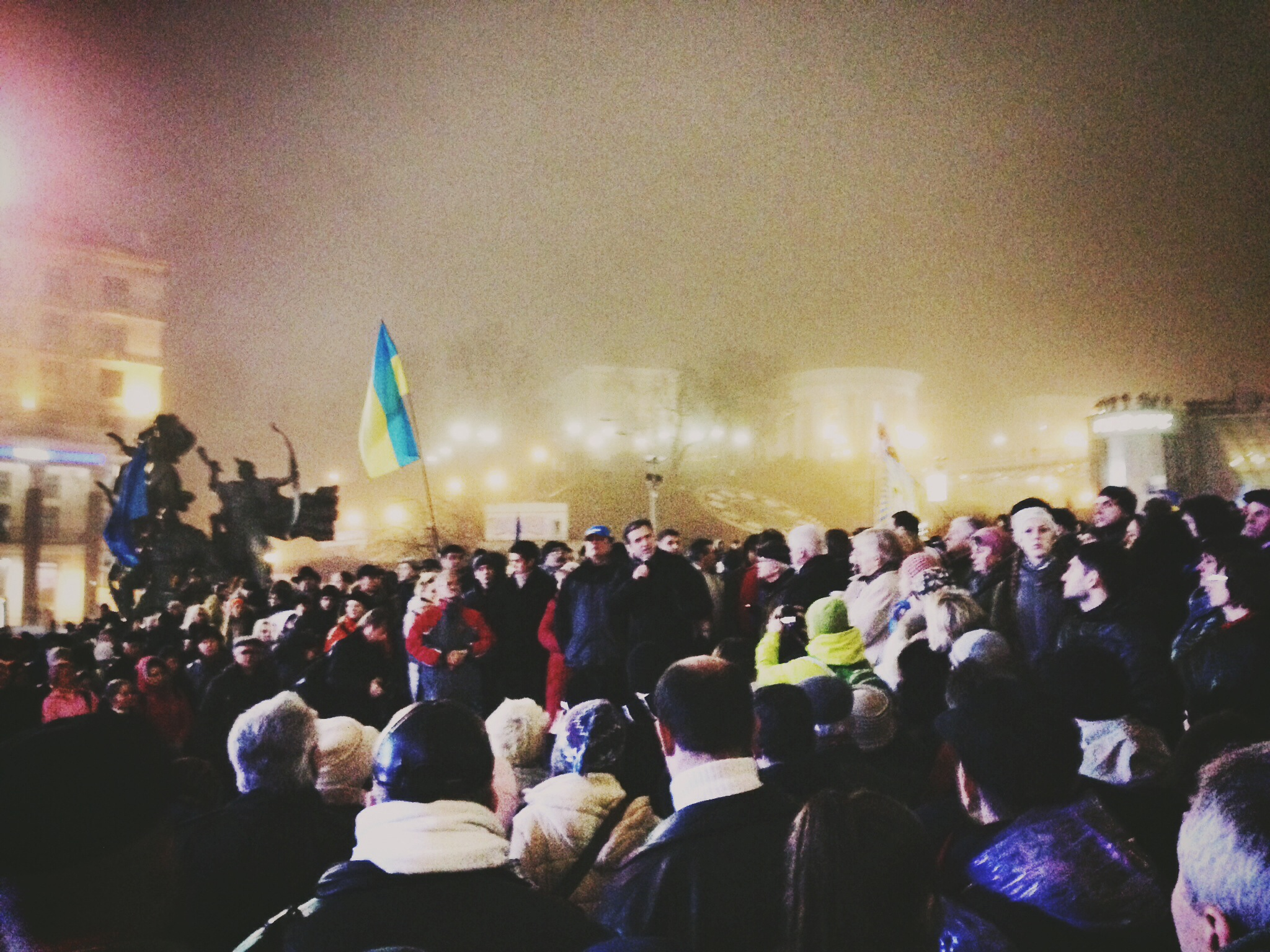
Павло Шеремета виступає на Євромайдані в листопаді 2013

Павло Шеремета отримав диплом MBA в університеті Еморі (Атланта, США), а також диплом спеціаліста з економіки у Львівському національному університеті ім. Франка. Він закінчив програми управлінського розвитку у Гарвардській школі бізнесу, Інституті Стратегії Блакитного Океану в Бізнес-школі INSEAD, Міжнародній Китайсько-Європейській бізнес-школі, а також Центрі розвитку лідерства при Інституті управління імені Джека Велча. Наразі він навчається на докторській програмі у Школі менеджменту IEDC-Bled (Словенія).

## Діяльність
Павло Шеремета — президент Київської школи економіки та заступник голови Глобальної ради з питань України на Всесвітньому Економічному Форумі. Він викладає стратегію і лідерство у провідних бізнес-школах багатьох країн Східної Європи та Азії і є позаштатним радником міського голови Львова з питань стратегії розвитку. Павло вів економічну програму «Вільні Люди» на Телеканалі ТВі і пише регулярні колонки для журналу Forbes Украина. Часто виступає модератором, коментатором і доповідачем на конференціях.

## Професійний досвід
Шеремета обіймав посаду президента та старшого консультанта Інституту Стратегії Блакитного Океану Малайзії з 2008 по 2011 рр. Він був першим деканом Києво-Могилянської бізнес-школи (KMBS) протягом 1999—2008 рр. До цього Павло Шеремета обіймав посаду директора програми MBA Міжнародного інституту менеджменту (MIM-Київ)  та працював проектним менеджером в Інституті відкритого суспільства у Будапешті. У 2006—2010 Павло Шеремета був віце-президентом Асоціації із розвитку менеджменту у Центральній та Східній Європі (CEEMAN). У 2006 пан Шеремета увійшов до списку 15 найкращих менеджерів в Україні за версією журналу «Компаньйон».

## Міністерська робота
27 лютого 2014 Павло Шеремета призначений на посаду міністра економічного розвитку і торгівлі у новоствореному уряді Арсенія Яценюка.
6 березня заявив, що витрати усіх міністерств не співмірні з реальними потребами; автопарк міністерства скорочено на 85 %; при цьому на кожне міністерство лишили по 1 автівці: «Це не авто конкретно для міністра, це машина, якою буде користуватися саме міністерство».
На початку липня 2014 року у ЗМІ з'явилася інформація про відставку Шеремети, але незабаром вона була спростована.
20 серпня Павло Шеремета подав у відставку з посади міністра. За його словами, причиною стало призначення на посаду заступника міністра Валерія Пятницького без узгодження з Шереметою. 2 вересня Верховна Рада прийняла його відставку.